# 울주옹기종기도서관
울주옹기종기도서관은 울산광역시 울주군 온양읍 운화리 소재의 군립 도서관이다.

## 연혁
- 2006년 3월 15일 건축물 착공(공사기간: 2006. 3. 15 ~ 2007. 1. 14)
- 2007년 1월 22일 건축물 준공(지상3층, 부지면적:4,690m2, 연면적:1,490m2)
- 2007년 2월 8일 울산광역시 울주군립도서관 설치 및 운영 조례 공포
- 2007년 3월 15일 울산광역시 울주군립도서관 설치 및 운영 조례 시행규칙 공포
- 2007년 3월 15일 울주군립도서관 개관
- 2011년 10월 28일 울산광역시 울주군 군립도서관 설치 및 운영 조례 시행규칙 일부개정(규칙 제359호)
- 2013년 5월 23일 ~ 6월 6일 울주군립도서관 명칭변경 공모
- 2013년 6월 20일『울주옹기종기도서관』선정
- 2013년 12월 26일 울산광역시 울주군 군립도서관 설치 및 운영 조례 시행규칙 일부개정(규칙 제391호)
- 2014년 1월 2일 울주옹기종기도서관 명칭 변경

## 시설현황
- 3층: 열람실, 시청각실, 세미나실
- 2층: 종합자료실, 멀티미디어실
- 1층: 사무실, 보존서고, 유아어린이자료실

## 이용 안내
이용 시간
| 구분   | 평일 및 토요일 | 일요일      |
| ------ | -------------- | ----------- |
| 자료실 | 09:00~18:00    | 09:00~17:00 |
| 열람실 | 09:00~22:00    | 09:00~22:00 |

휴관일
- 정기휴관일: 매주 월요일
- 「관공서의 공휴일에 관한 규정」에 의한 공휴일 중 일요일을 제외한 공휴일(단 일요일과 공휴일이 겹쳤을 때 휴관함)
- 도서관의 정리 및 점검, 부득이한 사유로 인하여 기관장이 필요하다고 인정하는 날